# In the Still of the Night (Cole Porter)
In the Still of the Night is een lied dat de Amerikaanse componist Cole Porter schreef voor de MGM-film Rosalie uit 1937. Daarin werd het gezongen door Nelson Eddy. 
Twee populaire vroege opnames werden datzelfde jaar gemaakt door Tommy Dorsey en Leo Reisman.

## Andere bekende opnames
- Roy Fox and His Orchestra - (1938)
- David Rose and His Orchestra - (1946)
- Jo Stafford - Autumn in New York  (1950)
- Django Reinhardt-Integrale Vol5 (1936)
- Charlie Parker - Big Band  (1952)
- Della Reese (single) - (1954)
- Perry Como - (1955)
- Ella Fitzgerald - Ella Fitzgerald Sings the Cole Porter Songbook (1956)
- Joni James - In the Still of the Night (1956)
- Doris Day - Hooray For Hollywood (1958)
- The Four Freshmen - Voices in Love (1958)
- Dion and the Belmonts (1959)
- Johnny Mathis - (1959)
- Billy Eckstine - uit het album The Cole Porter Songbook - Night And Day
- Frank Sinatra - Ring-A-Ding-Ding (1961), Sinatra 80th: Live in Concert (1995), Sinatra/Vegas (2006)
- Shirley Bassey - Shirley (1961)
- The Lettermen - (1962)
- Sammy Davis, Jr. - Sammy Davis, Jr. at the Cocoanut Grove (1963)
- Eartha Kitt - The Romantic Eartha (1964)
- Bobby Vinton - (1965)
- Sergio Franchi - RCA VIctor album, Live at the Coconut Grove (1965)
- Rosemary Clooney - Rosemary Clooney Sings the Music of Cole Porter (1982)
- Michael Crawford - Songs from the Stage and Screen (1987)
- Michael Nesmith - Tropical Campfires (1992)
- Neil Diamond - The Movie Album: As Time Goes By (1998)
- Aaron Neville - Nature Boy: The Standards Album (2003)
- Carly Simon - Moonlight Serenade (2005)